# Zombina and The Skeletones
Zombina and The Skeletones är ett horror rock-band från Liverpool, England. Bandet bildades 1998 runt sångaren Zombina och låtskrivaren Doc Horror. Huvuddelen av deras låtar behandlar teman som skräck och science fiction, men deras musikaliska stil är optimistisk och poporienterad, med inslag av garagepunk, doo wop och hårdrock. På grund av deras uppenbara besatthet med B-filmer och svart humor har deras fans bakgrunden inom allt mellan gothic rock, deathrock och psychobilly.

## Bandmedlemmar
Nuvarande medlemmar
- Zombina Venus Hatchett - sång, theremin (1999 - )
- Doc Horror - gitarr, bas, sång (1999 - )
- Ben Digo - trummor (2006 - )
- Kal K'Thulu - bas (2008 - )
- X-Ray Speck - saxofon (2008 - )

Tidigare medlemmar
- Velma - bakgrundssång
- Tiddles - bakgrundssång
- Grim Outlook - gitarr (1999 - 2004)
- Taylor Woah - gitarr (2004)
- Kit Shivers - trummor, gitarr (1999 - 2005)
- Louie Diablo - gitarr, sång (2004 - 2006)
- Pete Martin - trummor (2006)
- Jonny Tokyo - keyboard, bas, sång (1999 - 2008)
- Jettison Dervish - bas (2005 - 2008)

## Diskografi
Studioalbum
- The Eerie Years (2001)
- Taste the Blood of Zombina and The Skeletones (2002)
- Death Valley High (2006)
- Monsters On 45 (2006)
- Out of the Crypt and Into Your Heart (2008)
- Charnel House Rock (2014)

Samlingsalbum
- Get Thee Behind Me Santa (2002)
- Too Much Horror Business A Tribute to The Misfits

EPs
- Loves Bites (2000)
- Halloween Hollerin'! (2003)
- 7 Song Promo EP (2004)
- 3 Songs vs. Your Brain (2006)
- A Chainsaw For Christmas (2006)
- Halloween Party Classics (2007)
- That Doll Just Tried To Kill Me (2012)

7" EPs
- I Was A Human Bomb For The F.B.I. (2004)
- Mondo Zombina! (2005)
- Staci Stasis (2005)

Singlar
- Silver Bullet (2001)
- Frankenlady (2002)
- Nobody Likes You When You're Dead / Deflesh Mode remix (2002)
- Dracula Blood / Deep Vein Thrombosis remix (2007)
- Teenage Caveman Beat Gargantua / Futurelife (2011)